# Kontinuierliche Extraktion
Die kontinuierliche Extraktion ist eine Methode der Verfahrenstechnik zur physikalischen Trennung von Stoffen mit Hilfe eines Extraktionsmittels. Das Extraktionsmittel wird in verschiedenen Varianten mit dem Gemisch aus Trägerstoff und abzutrennenden Stoff zusammengebracht und reichert sich mit dem abzutrennenden Stoff an.  
Es gibt zwei Varianten der Einbringung des Extraktionsmittels, die Gegenstrom- und die Kreuzstromextraktion. 

## Gegenstromextraktion

Skizze einer Mixer-Settler Apparatur mit Stoffströmen

Bei der Gegenstromextraktion werden bei einem Mixer-Settler der Trägerstoff und das Extraktionsmittel in entgegengesetzten Richtungen durch die Mischbatterie gefahren. So wird in der ersten Stufe der hoch beladene Trägerstoffstrom mit bereits angereichertem Extraktionsmittel in Kontakt gebracht, wodurch eine erste Raffination erfolgt. Mit jeder Stufe nimmt die Beladung des Trägerstroms ab. Die Beladung des damit in Kontakt gebrachten Extraktionsmittelstroms nimmt in derselben Richtung ab, so dass schließlich in der letzten Stufe das bereits stark abgereicherte Raffinat mit frischem unbeladenen Extraktionsmittel dispergiert wird. Mit diesem Gegenstromverfahren wird so eine starke Abreicherung des Raffinats mit geringen Extraktionsmittelmengen erreicht, wodurch diese Variante sehr wirtschaftlich ist.

## Flüssig-Flüssig-Extraktion
Die Flüssig-Flüssig-Extraktion besteht darin, das Solvat (oder mehrere Solvate), das sich in der primären Flüssigkeitslösung befindet, in eine andere, nicht mischbare Flüssigkeit (Lösungsmittel) zu übertragen. 
Das mit dem Solvat angereicherte Lösungsmittel wird als Extrakt, die verdünnte Ausgangslösung als Raffinat bezeichnet.

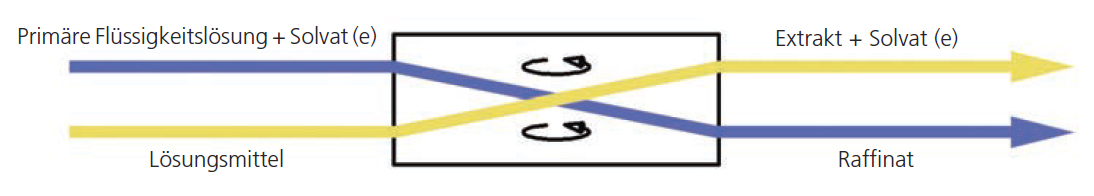
Die Flüssig-Flüssig-Extraktion

Die primäre Flüssigkeitslösung und das Lösungsmittel werden in Kontakt gebracht, um die Übertragung des Solvats zu bewirken. 
Die beiden Flüssigphasen (Extrakt und Raffinat) werden durch statisches Dekantieren (Mixer-Settler) oder Zentrifugalkraft getrennt.

## Kreuzstromextraktion
Bei der Extraktion im Kreuzstrom wird der Trägerstrom in jeder einzelnen Stufe mit frischem, unbeladenem Extraktionsmittel dispergiert. Dadurch wird bei geringerer Stufenzahl eine höhere Abreicherung erreicht; allerdings wird auch deutlich mehr Extraktionsmittel benötigt. 

## Eignung der Methoden
Beide Varianten können wirtschaftlich interessant sein. Wenn extrahiert werden soll, weil eine andere Aufarbeitungsmethode wie zum Beispiel Destillation nicht angewandt werden kann oder dies nicht wirtschaftlich wäre, ist die Gegenstromvariante meist geeigneter. Bei Trennproblemen, bei denen der Extraktstoff sehr wertvoll ist, oder bei denen eine hohe Reinheit erforderlich ist, kann die Kreuzstromextraktion eine wirtschaftliche Alternative sein. 
Eine Gleichstromextraktion wäre theoretisch denkbar, ist aber nicht sinnvoll, da stets in jeder Stufe bloß die gerade voneinander separierten Phasen miteinander gemischt würden, und man so keine theoretische Stufenzahl größer 1 erreichen könnte.